# Tomáš Kundrátek
Tomáš Kundrátek (* 26. Dezember 1989 in Přerov, Tschechoslowakei) ist ein tschechischer Eishockeyspieler, der seit Mai 2023 erneut beim HC Oceláři Třinec aus der tschechischen Extraliga unter Vertrag steht und dort auf der Position des Verteidigers spielt. Bei der Weltmeisterschaft 2024 gewann er mit der tschechischen Nationalmannschaft den Titel.

## Karriere
Kundrátek begann seine Karriere in seiner Geburtsstadt beim HC Přerov, für den er zwischen 2003 und 2005 in der U18-Extraliga spielte. Im Sommer 2005 wechselte er nach Třinec und spielte dort zunächst weiter in der U18-Extraliga. Zum Ende der Saison 2005/06 wurde er auch in der U20-Extraliga eingesetzt und bestritt die Playoffs mit den U20-Junioren. In der folgenden Spielzeit gab er sein Debüt in der höchsten Spielklasse Tschechiens, der Extraliga. Neben 26 Einsätzen in der Herrenmannschaft spielte Kundrátek den Rest der Saison bei den U20-Junioren.

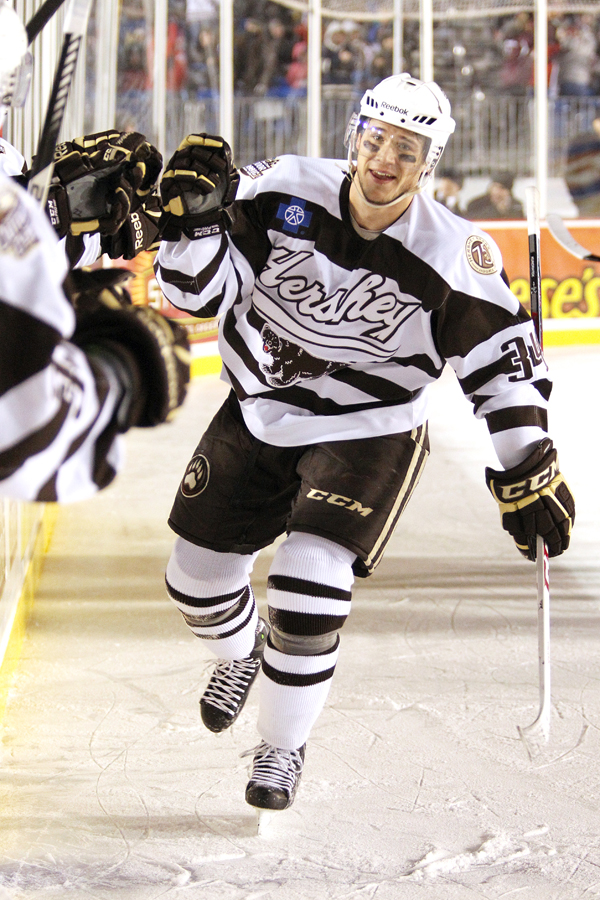
Kundrátek im Trikot der Hershey Bears (2013)

In der Spielzeit 2007/08 ging Kundrátek sowohl für den HC Oceláři Třinec in der Extraliga und der U20-Extraliga aufs Eis, als auch auf Leihbasis für die Zweitligisten HC Havířov Panthers und HK Jestřábi Prostějov. Während des NHL Entry Draft 2008 wurde der Tscheche von den New York Rangers aus der National Hockey League in der dritten Runde an insgesamt 90. Stelle ausgewählt. Im August 2008 unterzeichnete Kundrátek seinen ersten Vertrag bei den Rangers, kam aber bis 2010 bei den Medicine Hat Tigers, die ihn beim CHL Import Draft 2008 an Position 15 gezogen hatten, in der Western Hockey League zum Einsatz. Im September 2010 nahm er am Trainingslager der Rangers teil und wurde anschließend im Farmteam des Franchise, die Connecticut Whale aus der American Hockey League, eingesetzt. Am 8. November 2011 transferierten ihn die New York Rangers für François Bouchard zu den Washington Capitals. Im Juli 2013 wurde sein Vertrag in Washington um zwei Jahre verlängert, während Kundrátek zu Beginn der Saison 2013/14 erneut zum AHL-Farmteam, den Hershey Bears, transferiert wurde.
Nachdem Kundrátek in den Spielzeiten 2013/14 und 2014/15 ausschließlich bei den Bears zum Einsatz gekommen war, verließ er Nordamerika im Juni 2015 und schloss sich dem lettischen Verein Dinamo Riga aus der Kontinentalen Hockey-Liga an. Zwischen 2015 und 2017 spielte Kundrátek für den HC Slovan Bratislava, anschließend ein Jahr für Torpedo Nischni Nowgorod. Ab Mai 2018 stand er bei Kunlun Red Star unter Vertrag, kehrte jedoch Anfang Dezember 2018 zum HC Oceláři Třinec zurück. Wenige Wochen später, im Januar 2019, wurde er vom HC Davos aus der National League verpflichtet. Für den HC Davos absolvierte er 19 Partien, ehe er im Juli 2019 zum HC Oceláři Třinec zurückkehrte. Am Ende der Saison 2020/21 gewann er mit den Stahlkumpeln die tschechische Meisterschaft und verteidigte den Titel im folgenden Jahr. Anschließend wechselte er für ein Jahr zum Ligakonkurrenten HC Kometa Brno, um im Mai 2023 wieder nach Třinec zurückzukehren. Im Jahr 2024 erfolgte der abermalige Gewinn des tschechischen Meistertitels.

### International
Tomáš Kundrátek nahm in seiner bisherigen Laufbahn an zwei internationalen Titelkämpfen teil. Für die U18- bzw. U20-Nationalmannschaft nahm er an der U18-Weltmeisterschaft 2007 und U20-Weltmeisterschaft 2008 teil. Aufgrund einer wenig überzeugenden Teilnahme an der Weltmeisterschaft 2008 sank sein Ranking für den Entry Draft 2008, so dass er schließlich erst in der dritten Runde ausgewählt wurde.
Für die A-Nationalmannschaft seines Heimatlandes debütierte der Verteidiger bei der Weltmeisterschaft 2016 und war wenig später auch beim World Cup of Hockey 2016 vertreten. Danach gehörte er zu den tschechischen Aufgeboten bei den Weltmeisterschaften der Jahre 2017, 2022 und 2023 sowie den Olympischen Winterspielen 2018 im südkoreanischen Pyeongchang und 2022 in der chinesischen Landeshauptstadt Peking. Bei der WM 2022 gewann er mit den Tschechen die Bronzemedaille, zwei Jahre später folgte bei der Weltmeisterschaft 2024 der Gewinn der Goldmedaille. Im Jahr 2025 gehörte Kundrátek erneut zum tschechischen WM-Aufgebot.

## Erfolge und Auszeichnungen
| - 2013 Teilnahme am AHL All-Star Classic - 2021 Tschechischer Meister mit dem HC Oceláři Třinec - 2022 Tschechischer Meister mit dem HC Oceláři Třinec | - 2022 Wertvollster Spieler der Extraliga-Playoffs - 2024 Tschechischer Meister mit dem HC Oceláři Třinec |

### International
- 2006 Bronzemedaille bei der World U-17 Hockey Challenge
- 2022 Bronzemedaille bei der Weltmeisterschaft
- 2024 Goldmedaille bei der Weltmeisterschaft

## Karrierestatistik

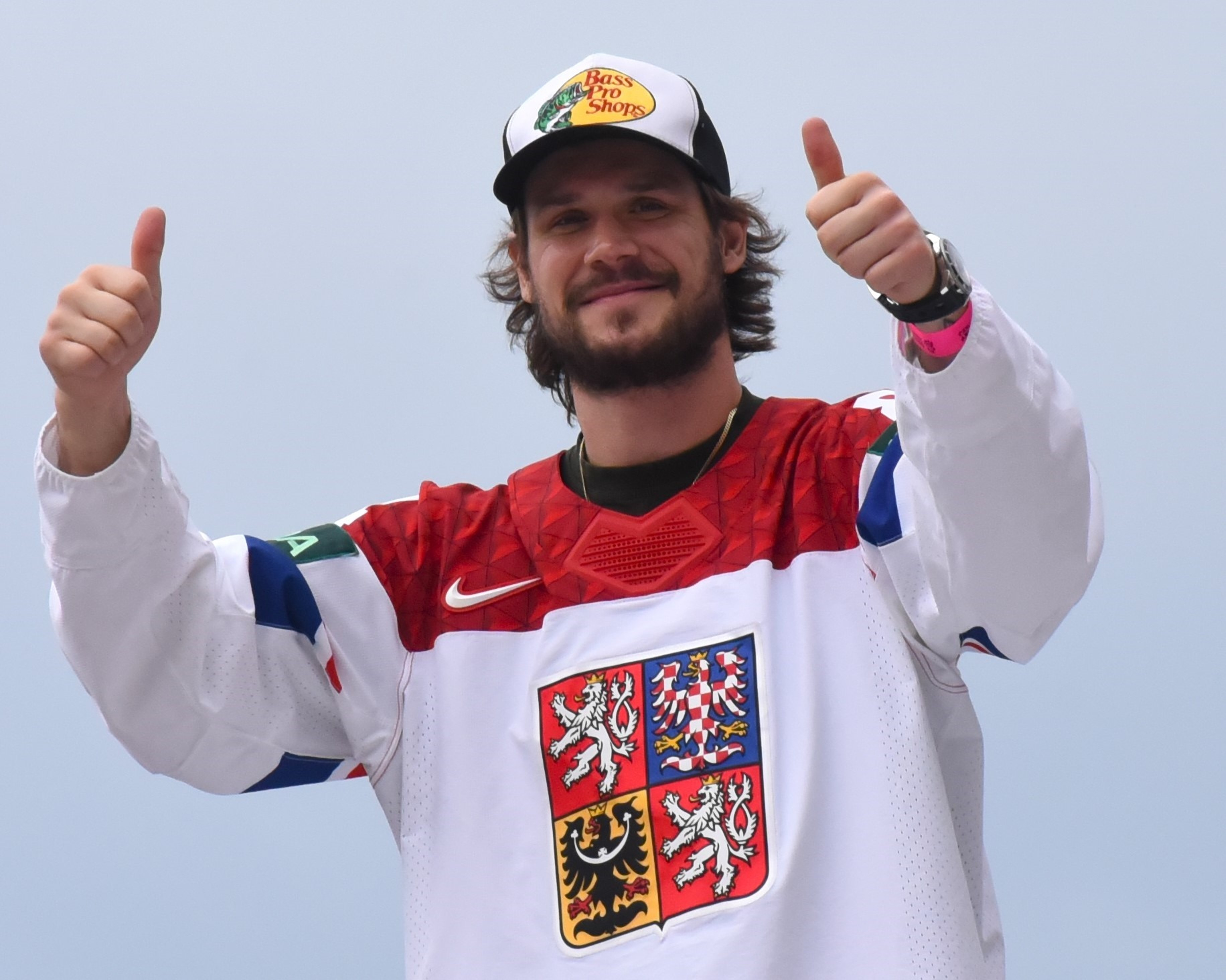
Kundrátek nach dem Gewinn der Weltmeisterschaft 2024

Stand: Ende der Saison 2024/25

### International
Vertrat Tschechien bei:

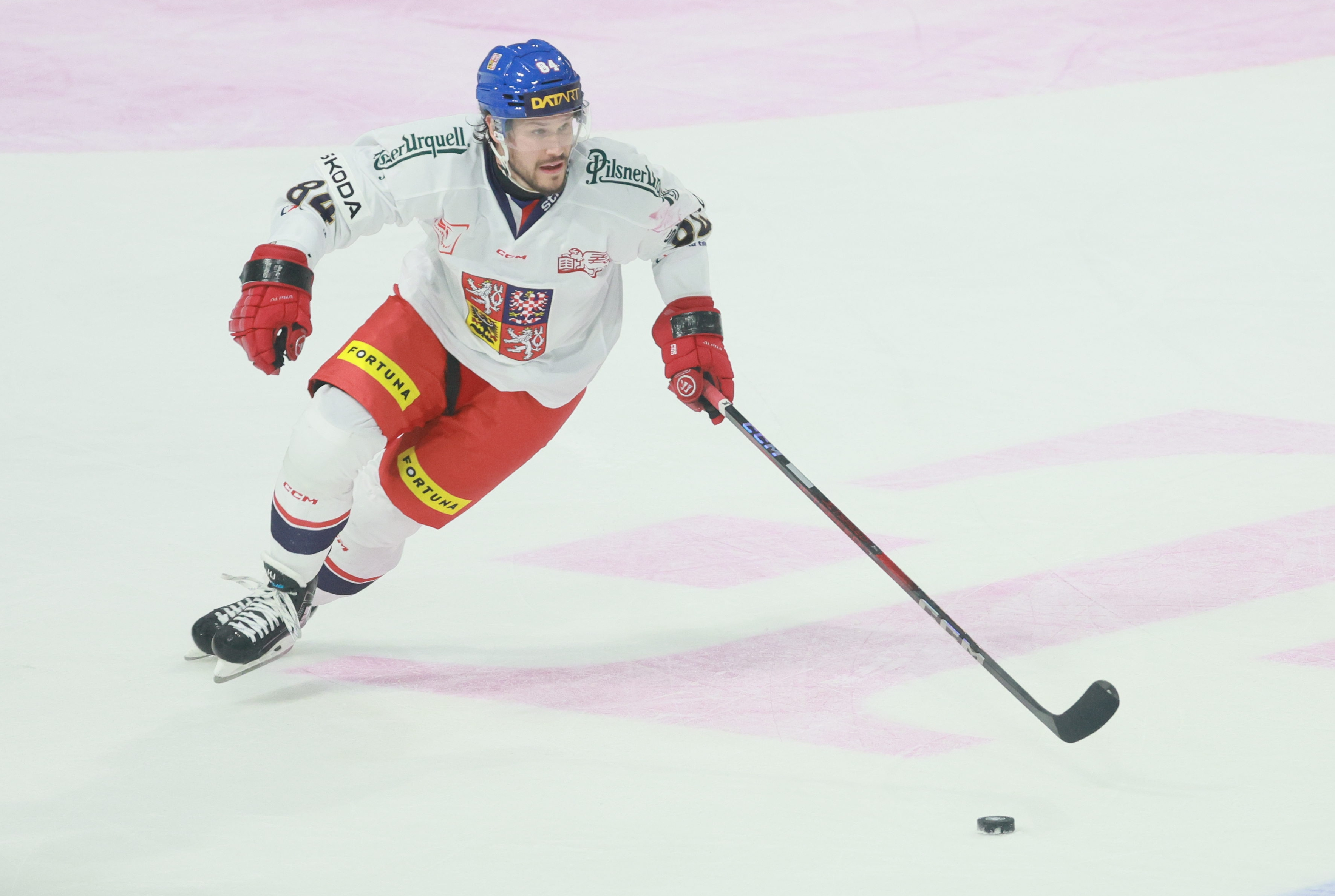
Kundrátek als Spieler der tschechischen Nationalmannschaft (2025)

| - World U-17 Hockey Challenge 2006 - Ivan Hlinka Memorial Tournament 2006 - U18-Junioren-Weltmeisterschaft 2007 - U20-Junioren-Weltmeisterschaft 2008 - U20-Junioren-Weltmeisterschaft 2009 - Weltmeisterschaft 2016 - World Cup of Hockey 2016 | - Weltmeisterschaft 2017 - Olympischen Winterspielen 2018 - Olympischen Winterspielen 2022 - Weltmeisterschaft 2022 - Weltmeisterschaft 2023 - Weltmeisterschaft 2024 - Weltmeisterschaft 2025 |

(Legende zur Spielerstatistik: Sp oder GP = absolvierte Spiele; T oder G = erzielte Tore; V oder A = erzielte Assists; Pkt oder Pts = erzielte Scorerpunkte; SM oder PIM = erhaltene Strafminuten; +/− = Plus/Minus-Bilanz; PP = erzielte Überzahltore; SH = erzielte Unterzahltore; GW = erzielte Siegtore; 1 Play-downs/Relegation; Kursiv: Statistik nicht vollständig)